# Cantiere navale di Castellammare di Stabia

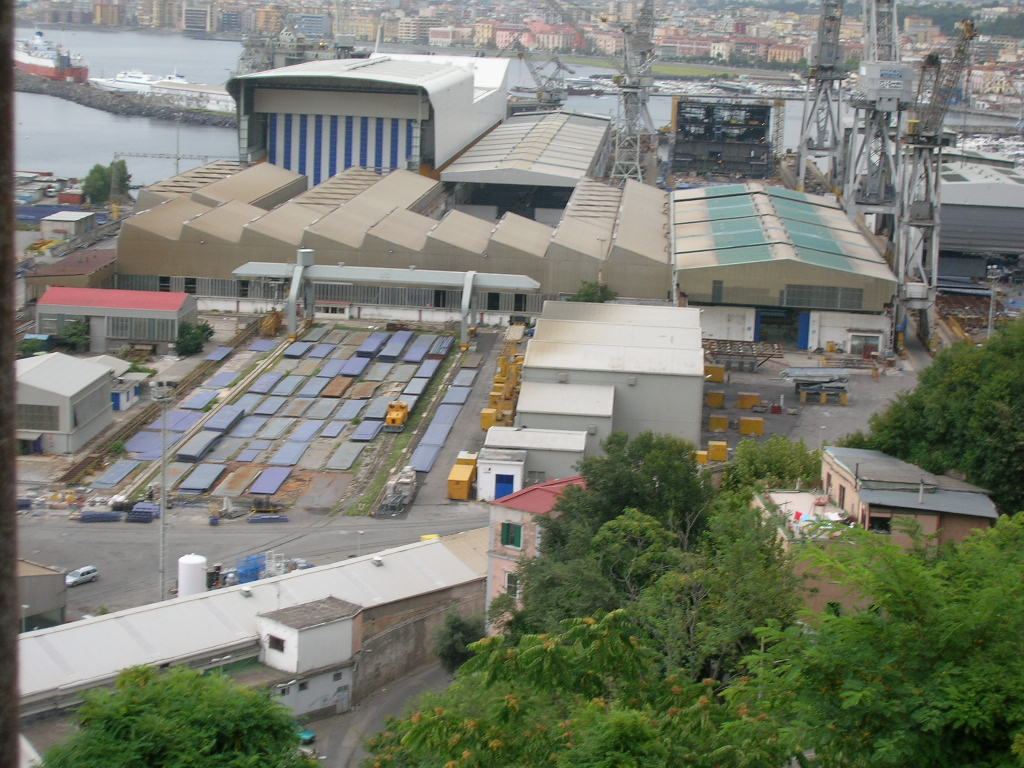
Il cantiere visto da Pozzano.

Il cantiere navale di Castellammare di Stabia (già Regio arsenale) è la più antica fabbrica di navi intesa in senso moderno.
Venne realizzato e inaugurato dai Borbone di Napoli, poi sovrani del Regno delle Due Sicilie.

## Storia
Per l'aumentata mole delle navi da guerra, diventati inadatti gli scali dell'Arsenale di Napoli alle grandi costruzioni, venne fondato  il Real arsenale nel 1783 da Giovanni Edoardo Acton, primo ministro del re Ferdinando IV.
Acton si proponeva di costruirvi dodici vascelli, altrettante fregate e cento legni minori.

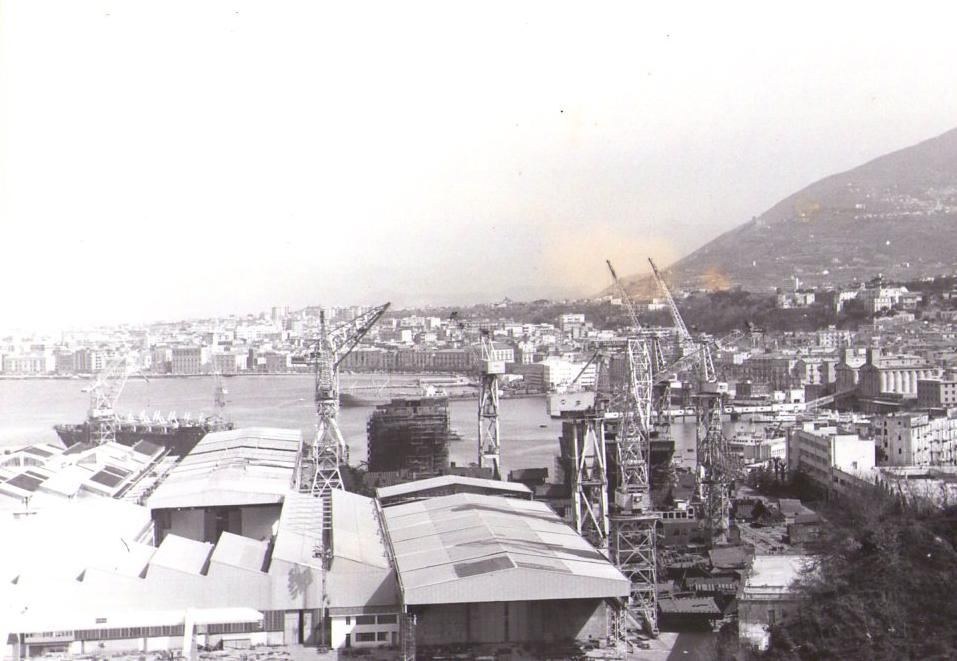
I cantieri negli anni sessanta

Dalla Francia fu chiamato l'ingegnere Antonio Imbert a dirigere le costruzioni.
La prima costruzione fu il vascello Partenope varato nel 1786.
Per quanto si lavorasse nel cantiere era impossibile fabbricare contemporaneamente più di un vascello e di una fregata, per cui dopo il 1808 il cantiere venne ingrandito, per ordine di Gioacchino Murat.
Il primo varo nel cantiere così ingrandito, fu quello del vascello Capri nel 1810, seguì il Gioacchino nel 1812, dopo il quale bisogna aspettare al 1824 per trovare un altro varo, quello del vascello Vesuvio.
Un'attività speciale ebbe il cantiere quando vennero in uso le navi a vapore. Dal 1841 al 1846 il cantiere costruì quattro pirocorvette: Archimede, Carlo III, Ercole e Sannita.
Quando alla dinastia borbonica successe il governo di Garibaldi erano in costruzione la pirofregata Farnese in seguito ridenominata Italia, la pirocorvetta Etna e in allestimento la pirofregata Borbona in seguito Giuseppe Garibaldi varata il 18 gennaio 1860.
Il nuovo secolo portò un progresso tecnologico che si concretizzò in migliori infrastrutture di collegamento dell'area dei cantieri con il centro cittadino: fra il 1906 e il 1946 gli stessi furono serviti della tranvia Castellammare di Stabia-Sorrento.
Senza dubbio la nave maggiormente rappresentativa di questo cantiere è l'Amerigo Vespucci varato nel 1931.

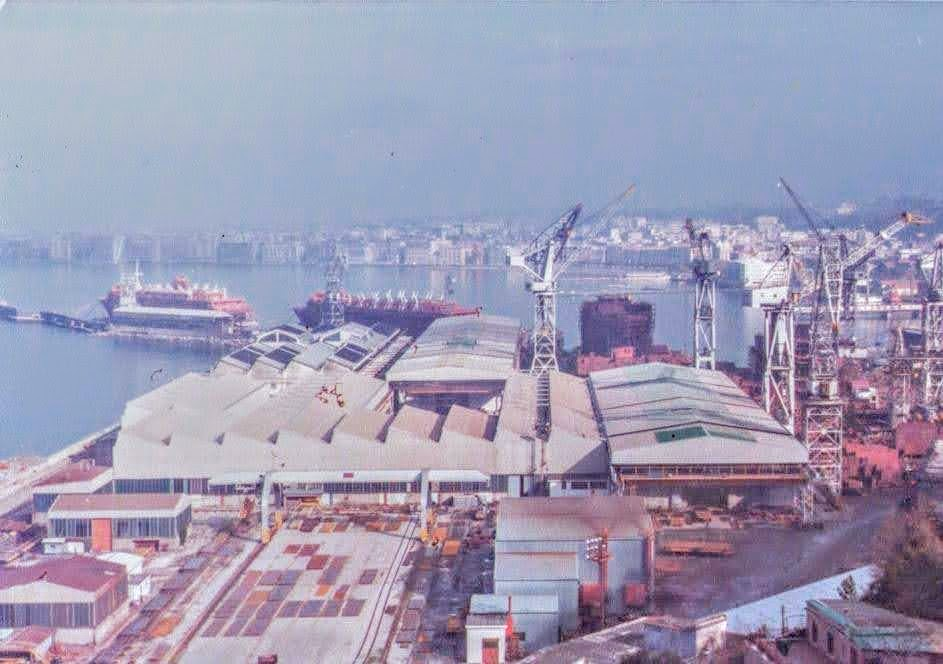
I cantieri negli anni settanta

Nel 1939 venne fondata la società Navalmeccanica con sede a Napoli che incorporava le società Officine & Cantieri Partenopei, il Cantiere di Vigliena, le Officine Meccaniche e Fonderie (ex Hawthorn e Guppy), e il Cantiere navale di Castellammare di Stabia.
Nel corso della seconda guerra mondiale nel cantiere vennero eseguite per la Regia Marina, come alcune corvette Classe Gabbiano e l'incrociatore leggero Giulio Germanico.
Nel 1943 le attrezzature erano quasi completamente distrutte e nel dopoguerra venne iniziata l'opera di ricostruzione dei cantieri.
La prima importante realizzazione del dopoguerra per la Marina Militare fu il recupero del Giulio Germanico che sorpreso dall'armistizio mentre stava completando le fasi di allestimento venne catturato dai tedeschi che l'autoaffondarono insieme alle corvette che erano in allestimento, quando furono costretti ad abbandonare la città. Dopo essere stato recuperato, l'incrociatore fu ricostruito come cacciatorpediniere e ribattezzato San Marco (D 563). Entrò in servizio nel 1956.
Nel 1955 la società Bacini & Scali Napoletani venne assorbita della Società Esercizio Bacini Napoletani che era stata fondata nel 1954, uscendo così da Navalmeccanica.

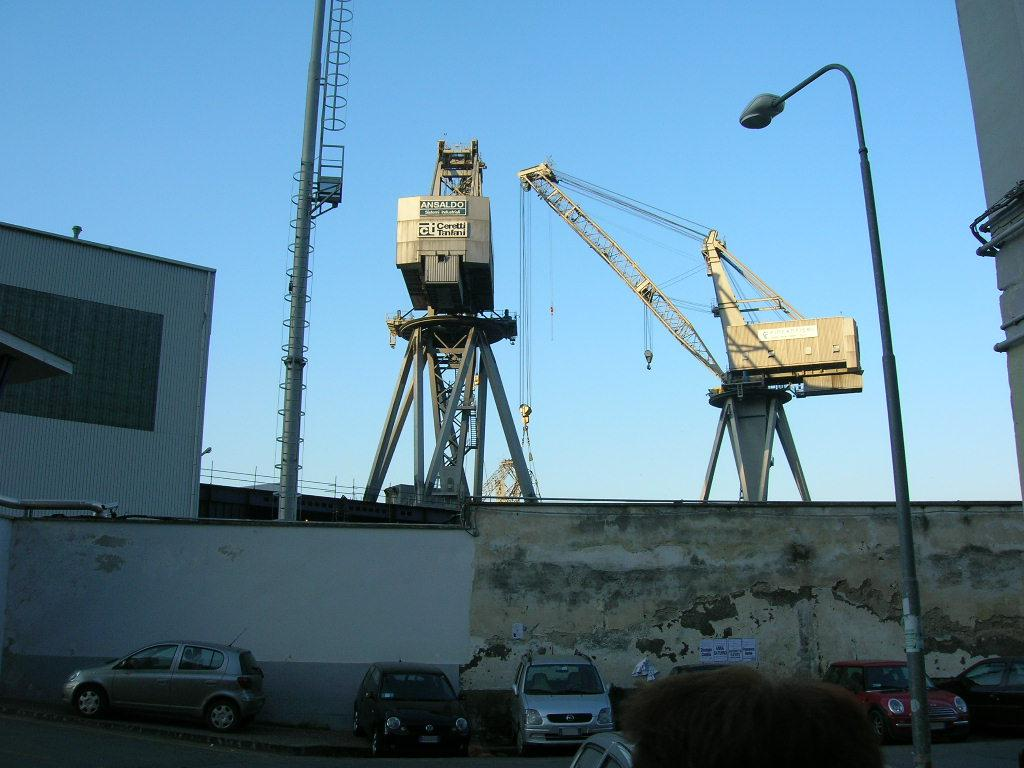
Gru

A partire dalla seconda metà degli anni cinquanta la società ricevette varie commesse militari e negli stabilimenti di Castellammare di Stabia vennero realizzate tre delle quattro corvette della Classe Alcione, prime unità di scorta costruite in Italia nel dopoguerra e tre delle quattro fregate elicotteristiche della Classe Bergamini, mentre negli anni sessanta sono avvenute le realizzazioni degli incrociatori lanciamissili portaelicotteri Caio Duilio e Vittorio Veneto.
Nel 1966 con il riordino del settore cantieristico, il 22 ottobre venne fondata la società Italcantieri facente parte del gruppo IRI con sede a Trieste. La nuova società integrava le attività cantieristiche già facenti capo all'Ansaldo di Genova, ai Cantieri Riuniti dell'Adriatico di Trieste e alla Navalmeccanica di Napoli. L'ultima realizzazione per la Marina Militare fu il cacciatorpediniere Ardito varato nel 1972 che fu anche l'ultima unità militare italiana a vapore.
L'Italcantieri, nel 1984, venne totalmente inglobata nel gruppo Fincantieri che da holding finanziaria, delle partecipazioni statali assumeva direttamente in proprio l'attività operativa delle società che prima controllava.
Dopo un periodo di crisi durante gli anni ottanta, questi cantieri hanno continuato la costruzione di navi, soprattutto navi traghetto. Malgrado negli ultimi anni siano stati svolti grossi lavori di ammodernamento i cantieri di Castellammare rientrano nel piano industriale che prevede la chiusura di due siti e il licenziamento di 2.500 esuberi.
A fine luglio 2017, sono iniziati i lavori di costruzione della nuova Nave d'assalto anfibio della Marina Militare, il Trieste, che avrà un dislocamento di 33.000 tonnellate per 250 metri di lunghezza e 38 di larghezza, detenendo così il titolo di più grande nave militare italiana della storia Repubblicana. La nave è stata varata il 25 Maggio 2019.

## Navi varate
Nel solo periodo dell'antico Regno, cioè dal 1734 al 1860, furono costruite 136 unità fra vascelli, fregate, corvette, sciabecchi, nonché pirofregate, avvisi a ruote e ad elica. Inoltre 300 unità minori (cannoniere, bombardiere, speronare).
L'elenco che segue è limitato agli esemplari di maggior rilievo, dalle origini del Cantiere ad oggi:
| Foto | Nome                 | Varo              |
| ---- | -------------------- | ----------------- |
|      | Partenope            | 1786              |
| -    | Sannita              | 1792              |
|      | Vesuvio              | 1824              |
|      | Regina Isabella      | 1827              |
|      | Partenope            | 1834              |
|      | Archimede            | 3 ottobre 1844    |
| -    | Sannita              | 1846              |
|      | Ettore Fieramosca    | 1850              |
|      | Monarca              | 18 gennaio 1858   |
|      | Borbona              | 18 gennaio 1860   |
|      | Partenope            | 1889              |
|      | Caio Duilio          | 8 maggio 1876     |
|      | Italia               | 29 settembre 1880 |
|      | Duilio               | 24 aprile 1913    |
|      | Cristoforo Colombo   | 4 aprile 1928     |
|      | Amerigo Vespucci     | 22 febbraio 1931  |
|      | Trieste              | 26 agosto 1953    |
|      | Città di Napoli      | 1961              |
|      | Città di Nuoro       | 1961              |
| -    | Canguro Azzurro      | 28 marzo 1965     |
| -    | Canguro Rosso        | 4 luglio 1965     |
|      | Arbatax              | 1966              |
|      | La Maddalena         | 1966              |
|      | Teulada              | 1966              |
| -    | Canguro Verde        | 23 aprile 1967    |
| -    | Canguro Bianco       | 5 agosto 1967     |
|      | Vittorio Veneto      | 5 febbraio 1967   |
| -    | Canguro Bruno        | 7 aprile 1968     |
|      | Ardito               | 19 luglio 1968    |
|      | Sibari               | 1969              |
|      | Boccaccio            | 1970              |
|      | Carducci             | 1970              |
|      | Leopardi             | 1971              |
|      | Manzoni              | 1971              |
|      | Deledda              | 26 giugno 1977    |
|      | Verga                | 10 settembre 1977 |
|      | Domiziana            | 19 aprile 1978    |
| -    | D'Albertis           | 1978              |
|      | Emilia               | 30 novembre 1979  |
|      | Nomentana            | 8 marzo 1979      |
|      | Aurelia              | 24 novembre 1979  |
| -    | Da Mosto             | 1979              |
| -    | Pancaldo             | 1979              |
|      | Flaminia             | 31 maggio 1980    |
|      | Riace                | 1983              |
| -    | Merzario Italia      | 1984              |
| -    | Merzario Britannia   | 1984              |
|      | Scilla               | 1985              |
|      | Ichnusa              | 1985              |
| -    | Repubblica di Genova | 1988              |
| -    | Repubblica di Amalfi | 1989              |
| -    | Nuova Africa         | 1989              |
| -    | Nuova Europa         | 1990              |
| -    | Repubblica di Roma   | 1992              |
| -    | Grande Europa        | 1998              |
| -    | Grande Mediterraneo  | 1998              |
| -    | Gran Bretagna        | 1999              |
|      | Bithia               | 10 febbraio 2001  |
| -    | Grande Francia       | 2002              |
|      | Janas                | 2002              |
|      | Athara               | 2003              |
| -    | Grande Amburgo       | 2003              |
|      | Nuraghes             | 24 gennaio 2004   |
|      | Sharden              | 6 marzo 2005      |
|      | Finnstar             | 30 luglio 2005    |
|      | Finnlady             | 3 giugno 2006     |
|      | Cruise Roma          | 22 giugno 2007    |
|      | Cruise Barcelona     | 16 febbraio 2008  |
|      | Cruise Europa        | 14 marzo 2009     |
|      | Cruise Olympia       | 14 novembre 2009  |
| -    | F.-A.-Gauthier       | 28 giugno 2014    |
|      | Trieste              | 25 maggio 2019    |